# Coppa del mondo di ciclismo su strada 2001
La Coppa del mondo di ciclismo su strada 2001 fu la tredicesima edizione della competizione internazionale della Unione Ciclistica Internazionale. Composta da dieci eventi, si tenne tra il 24 marzo ed il 20 ottobre 2001. Venne vinta dall'olandese della Rabobank Erik Dekker.

## Calendario
| Data       | Evento                           | Vincitore          | Squadra                      | Leader della Cl. mondiale |
| ---------- | -------------------------------- | ------------------ | ---------------------------- | ------------------------- |
| 24 marzo   | Milano-Sanremo (2001)            | Erik Zabel         | Team Deutsche Telekom        | Erik Zabel                |
| 8 aprile   | Giro delle Fiandre (2001)        | Gianluca Bortolami | Tacconi Sport-Vini Caldirola | Gianluca Bortolami        |
| 15 aprile  | Paris-Roubaix (2001)             | Servais Knaven     | Domo-Farm Frites             | Romāns Vainšteins         |
| 22 aprile  | Liegi-Bastogne-Liegi (2001)      | Oscar Camenzind    | Lampre-Daikin                | Romāns Vainšteins         |
| 28 aprile  | Amstel Gold Race (2001)          | Erik Dekker        | Rabobank                     | Erik Dekker               |
| 11 agosto  | Classica di San Sebastián (2001) | Laurent Jalabert   | CSC-Tiscali                  | Erik Dekker               |
| 19 agosto  | HEW Cyclassics (2001)            | Erik Zabel         | Team Deutsche Telekom        | Erik Dekker               |
| 26 agosto  | Meisterschaft von Zürich (2001)  | Paolo Bettini      | Mapei-Quick Step             | Erik Dekker               |
| 7 ottobre  | Paris-Tours (2001)               | Richard Virenque   | Domo-Farm Frites             | Erik Dekker               |
| 20 ottobre | Giro di Lombardia (2001)         | Danilo Di Luca     | Cantina Tollo-Acqua & Sapone | Erik Dekker               |

## Classifiche
| Pos. | Corridore            | Squadra    | Punti |
| ---- | -------------------- | ---------- | ----- |
| 1    | Erik Dekker          | Rabobank   | 331   |
| 2    | Erik Zabel           | D. Telekom | 250   |
| 3    | Romāns Vainšteins    | Domo       | 229   |
| 4    | Paolo Bettini        | Mapei      | 201   |
| 5    | Davide Rebellin      | Liquigas   | 170   |
| 6    | Francesco Casagrande | Fassa B.   | 156   |
| 7    | Richard Virenque     | Domo       | 150   |
| 8    | Oscar Camenzind      | Lampre     | 141   |
| 9    | Gianluca Bortolami   | Tacconi    | 130   |
| 10   | Johan Museeuw        | Domo       | 116   |

| Pos. | Squadra                          | Punti |
| ---- | -------------------------------- | ----- |
| 1    | Rabobank                         | 73    |
| 2    | Domo-Farm Frites                 | 64    |
| 3    | Mapei-Quick Step                 | 55    |
| 4    | Fassa Bortolo                    | 54    |
| 5    | Lampre-Daikin                    | 41    |
| 6    | Tacconi Sport-Vini Caldirola     | 40    |
| 7    | Lotto-Adecco                     | 38    |
| 8    | Cofidis, le Crédit par Téléphone | 29    |
| 9    | Team Deutsche Telekom            | 28    |
| 10   | Saeco                            | 21    |